# Liste der Kulturdenkmäler in Frielendorf
Aufgrund ihrer Größe ist die Liste der Kulturdenkmäler in Frielendorf nach Ortsteilen aufgeteilt:
- Liste der Kulturdenkmäler in Allendorf (Frielendorf)
- Liste der Kulturdenkmäler in Gebersdorf (Frielendorf)
- Liste der Kulturdenkmäler in Großropperhausen
- Liste der Kulturdenkmäler in Lanertshausen
- Liste der Kulturdenkmäler in Leimsfeld
- Liste der Kulturdenkmäler in Lenderscheid
- Liste der Kulturdenkmäler in Leuderode
- Liste der Kulturdenkmäler in Linsingen (Frielendorf)
- Liste der Kulturdenkmäler in Obergrenzebach
- Liste der Kulturdenkmäler in Schönborn (Frielendorf)
- Liste der Kulturdenkmäler in Siebertshausen
- Liste der Kulturdenkmäler in Spieskappel (Frielendorf)
- Liste der Kulturdenkmäler in Todenhausen (Frielendorf)
- Liste der Kulturdenkmäler in Verna
- in Welcherod bestehen keine Kulturdenkmäler

## Liste der Kulturdenkmäler in Frielendorf (Ort)
Die folgende Liste enthält die in der Denkmaltopographie ausgewiesenen Kulturdenkmäler auf dem Gebiet des Ortsteils Frielendorf der Gemeinde Frielendorf, Schwalm-Eder-Kreis, Hessen.
Hinweis: Die Reihenfolge der Denkmäler in dieser Liste orientiert sich an der Anschrift, alternativ ist sie auch nach der Bezeichnung oder der Bauzeit sortierbar.
Kulturdenkmäler werden fortlaufend im Denkmalverzeichnis des Landes Hessen durch das Landesamt für Denkmalpflege Hessen auf Basis des Hessischen Denkmalschutzgesetzes (HDSchG) geführt. Die Schutzwürdigkeit eines Kulturdenkmals hängt nicht von der Eintragung in das Denkmalverzeichnis des Landes Hessen oder der Veröffentlichung in der Denkmaltopographie ab.

| Bild                     | Bezeichnung                          | Lage                                                 | Beschreibung | Bauzeit                            | Daten |
| ------------------------ | ------------------------------------ | ---------------------------------------------------- | ------------ | ---------------------------------- | ----- |
| Bild gesucht BW          | Wohnhaus Alte Bahnhofsstraße 6       | Alte Bahnhofsstraße 6 LageFlur: 11, Flurstück: 142/2 |              | um 1920                            |       |
| Bild gesucht BW          | Rähmbau Hauptstraße 1                | Hauptstraße 1 LageFlur: 10, Flurstück: 105/1         |              | frühes 19. Jahrhundert             |       |
| Bild gesucht BW          | Rähmbau Hauptstraße 9                | Hauptstraße 9 LageFlur: 10, Flurstück: 100           |              | zweite Hälfte des 18. Jahrhunderts |       |
| Bild gesucht BW          | Rähmbau Hauptstraße 13               | Hauptstraße 13 LageFlur: 10, Flurstück: 98           |              | 1834                               |       |
| Bild gesucht BW          | Ernhaus Hauptstraße 20               | Hauptstraße 20 LageFlur: 11, Flurstück: 14           |              | 1807                               |       |
| Bild gesucht BW          | Rähmbau Hauptstraße 21               | Hauptstraße 21 LageFlur: 10, Flurstück: 92/2         |              | Mittleres 19. Jahrhundert          |       |
| Bild gesucht BW          | Wohnhaus Hauptstraße 23              | Hauptstraße 23 Lage                                  |              |                                    |       |
| Bild gesucht BW          | Ernhaus Hauptstraße 25               | Hauptstraße 25 Lage                                  |              |                                    |       |
| Bild gesucht BW          | Hofanlage Hauptstraße 27             | Hauptstraße 27 Lage                                  |              |                                    |       |
| Bild gesucht BW          | Rähmbau Hauptstraße 33               | Hauptstraße 33 Lage                                  |              |                                    |       |
| Bild gesucht BW          | Rähmbau Hauptstraße 36               | Hauptstraße 36 Lage                                  |              |                                    |       |
| Bild gesucht BW          | Rähmbau Hauptstraße 38               | Hauptstraße 38 Lage                                  |              |                                    |       |
| Bild gesucht BW          | Rähmbau Hauptstraße 42               | Hauptstraße 42 Lage                                  |              |                                    |       |
| Bild gesucht BW          | Fachwerkhaus Hauptstraße 45          | Hauptstraße 45 Lage                                  |              |                                    |       |
| Bild gesucht BW          | Fachwerkhaus Hauptstraße 46          | Hauptstraße 46 Lage                                  |              |                                    |       |
| Bild gesucht BW          | Fachwerkhaus Hauptstraße 48          | Hauptstraße 48 Lage                                  |              |                                    |       |
| Bild gesucht BW          | Fachwerkhaus Hauptstraße 59          | Hauptstraße 59 Lage                                  |              |                                    |       |
| Bild gesucht BW          | Fachwerkhaus Heinrichstraße 6        | Heinrichstraße 6 Lage                                |              |                                    |       |
| Bild gesucht BW          | Ernhaus Heinrichstraße 8             | Heinrichstraße 8 Lage                                |              |                                    |       |
| Bild gesucht BW          | Betsaal Homberger Straße 3           | Homberger Straße 3 Lage                              |              |                                    |       |
| Bild gesucht BW          | Backsteinhaus Homberger Straße 4     | Homberger Straße 4 Lage                              |              |                                    |       |
| Bild gesucht BW          | Fachwerkhaus Homberger Straße 7      | Homberger Straße 7 Lage                              |              |                                    |       |
| Bild gesucht BW          | Putzbau Homberger Straße 13-21       | Homberger Straße 13-21 Lage                          |              |                                    |       |
| Bild gesucht BW          | Villa Homberger Straße 23            | Homberger Straße 23 Lage                             |              |                                    |       |
| Bild gesucht BW          | Eckhaus Homberger Straße 25          | Homberger Straße 25 Lage                             |              |                                    |       |
| Bild gesucht BW          | Wohnhaus Homberger Straße 29         | Homberger Straße 29 Lage                             |              |                                    |       |
| Ernhaus Kirchweg 3       | Ernhaus Kirchweg 3                   | Kirchweg 3 Lage                                      |              |                                    |       |
| Fachwerkhaus Kirchweg 4  | Fachwerkhaus Kirchweg 4              | Kirchweg 4 Lage                                      |              |                                    |       |
| Gebäudegruppe Kirchweg 5 | Gebäudegruppe Kirchweg 5             | Kirchweg 5 Lage                                      |              |                                    |       |
| Rähmbau Kirchweg 6       | Rähmbau Kirchweg 6                   | Kirchweg 6 Lage                                      |              |                                    |       |
| Bild gesucht BW          | Hofanlage Mühlenstraße 33            | Mühlenstraße 33 Lage                                 |              |                                    |       |
| Bild gesucht BW          | Wohnhaus Neue Bahnhofstraße 5        | Neue Bahnhofstraße 5 Lage                            |              |                                    |       |
| Bild gesucht BW          | Doppelwohnhaus Neue Bahnhofstraße 14 | Neue Bahnhofstraße 14 Lage                           |              |                                    |       |
| Bild gesucht BW          | Putzbau Neue Bahnhofstraße 15        | Neue Bahnhofstraße 15 Lage                           |              |                                    |       |
| Bild gesucht BW          | Wohnhaus Spieskappeler Straße 12     | Spieskappeler Straße 12 Lage                         |              |                                    |       |
| Bild gesucht BW          | Hofanlage Witze 1 und 3              | Witze 1 und 3 Lage                                   |              |                                    |       |
| Bild gesucht BW          | Wohnhaus Witze 2                     | Witze 2 Lage                                         |              |                                    |       |
| Bild gesucht BW          | Backsteingebäude Witze 4             | Witze 4 Lage                                         |              |                                    |       |
| Bild gesucht BW          | Ernhaus Witze 8/10                   | Witze 8/10 Lage                                      |              |                                    |       |
| Bild gesucht BW          | Wohnhaus Witze 12                    | Witze 12 Lage                                        |              |                                    |       |
| Fachwerkhaus Witze 14    | Fachwerkhaus Witze 14                | Witze 14 Lage                                        |              |                                    |       |
| Bild gesucht BW          | Ernhaus Witze 15                     | Witze 15 Lage                                        |              |                                    |       |
| Erntennenhaus Witze 23   | Erntennenhaus Witze 23               | Witze 23 Lage                                        |              |                                    |       |
| Bild gesucht BW          | Fachwerkhaus Witze 37                | Witze 37 Lage                                        |              |                                    |       |